# La Chambre des merveilles
Pour plus de détails, voir Fiche technique et Distribution.
La Chambre des merveilles est un film français réalisé par Lisa Azuelos, sorti en 2023. Ce film est l'adaptation du premier roman de Julien Sandrel, paru en 2018 chez Calmann-Lévy.

## Synopsis
Thelma Carrez (Alexandra Lamy) est une maman célibataire obnubilée par son travail dans une entreprise de cosmétiques. Un jour, alors qu'elle se promène avec son fils Louis, elle reçoit un énième appel téléphonique professionnel, ce qui exaspère Louis, qui s'éloigne avec son skateboard. Ces quelques secondes d'inattention suffisent pour que Louis soit percuté par un véhicule. Il est transporté à l'hôpital dans un état grave. Thelma retrouve alors dans les affaires de son fils un journal qu'il nomme son « carnet des merveilles », rempli d'actions qu'il souhaiterait accomplir dans l'avenir. Thelma décide d'accomplir elle-même ces actions pour qu'il les vive par son intermédiaire.

## Fiche technique
Sauf indication contraire, les informations mentionnées dans cette section peuvent être confirmées par les bases de données cinématographiques IMDb et Allociné,  présentes dans la section « Liens externes ».
- Titre original : La Chambre des merveilles
- Réalisation : Lisa Azuelos
- Scénario : Fabien Suarez et Juliette Sales, d'après le roman de Julien Sandrel
- Musique : Astrid Gomez-Montoya et Rebecca Delannet
- Direction artistique :
- Décors : Nicolas de Boiscuillé
- Costumes : Emmanuelle Youchnovski
- Photographie : Guillaume Schiffman
- Son :
- Montage : Baptiste Druot
- Production : Eric Jehelmann et Philippe Rousselet
- Sociétés de production : M6 Films et Jéricho
- Société de distribution  : SND
- Pays de production :  France| Médias externes |                                                       |
| Images          |                                                       |
|                 | Affiche du film sur le site Allociné                  |
| Vidéos          |                                                       |
|                 | Bande-annonce du film sur le compte youtube de la SND |
- Langue originale : français
- Genre : comédie dramatique
- Durée : 98 minutes
- Budget : 7 800 000 €
- Dates de sortie :
  - France, Suisse romande : 15 mars 2023
  - Belgique : 22 mars 2023

## Distribution
Sauf indication contraire, les informations mentionnées dans cette section peuvent être confirmées par la base de données cinématographiques Allociné,  présente dans la section « Liens externes ».
- Alexandra Lamy : Thelma Carrez
- Muriel Robin : Odette Carrez, mère de Thelma
- Xavier Lacaille : Étienne
- Eye Haïdara : docteure Bongramp
- Carima Amarouche : Fatima
- Rafi Pitts : Matthew Smith
- Mona Walravens : Fiona, épouse de Matthew
- Maria Fernanda Cândido : Paula
- Sayyid El Alami : Lock
- Hiroki Hasegawa : assistant éditeur
- Hugo Questel : Louis Carrez, fils de Thelma
- Martine Schambacher : Nadège, l'infirmière
- Samir Decazza : Mehdi
- Ellie (du collectif Chim-Pom (en)) : K.G.I.
- Clara Caneshe	: Amara
- Jonas Bachan : Raphaël
- Diariata N'Diaye  : Lucie
- Pierre Cachia : Nicolas Dénécé
- Sandy Afiuni : Vic

## Accueil

### Accueil critique
En France, le site Allociné donne la note de 3,5⁄5, après avoir recensé 11 critiques de presse.
Pour la rédaction du Parisien, le film est un « hymne à la vie doublé d’une déclaration d’amour aux parents qui se reconnaîtront dans ces choses inimaginables qu’on est capables de faire quand nos enfants souffrent... ».
Pour La Croix, « Grave et joyeux, ce conte plein d’humanité et de fantaisie a tout d’une ode à l’amour maternel. Il peut paraître parfois convenu dans sa succession de vœux, mais le récit rebondit avec souffle et dessine la reconstruction de Thelma au fil de ses rencontres. ».
Pour Stéphanie Belpêche du JDD, « En dépit de son sujet grave (faire le deuil d’un enfant pas encore mort), le film s’avère lumineux, empli de bienveillance et dépourvu de pathos.  ».
Du côté de Laurent Cambon pour le site cinéma aVoir-aLire, « Joli et sans prétention, La chambre des merveilles est un film honnête au service d’une grande comédienne, Alexandra Lamy. ».
Dans la presse régionale, on peut citer la critique de Christophe Caron pour le quotidien La Voix du Nord : « Émouvant, même si on aurait aimé davantage de mystères. ».

### Box-office
Pour son premier jour d'exploitation en France, La Chambre des merveilles a réalisé 41 356 entrées, dont 19 560 en avant-première, pour un total de 1 687 séances proposées. En comptant les avant-premières, le film se positionne en première place du box-office des nouveautés pour sa journée de démarrage, devant Sage-Homme (31 685).
Au bout d’une première semaine d’exploitation dans les salles françaises, sur fond de Printemps du cinéma, le long-métrage totalise 298 308 entrées, pour une cinquième place au box-office, derrière Alibi.com 2 (302 253) et devant Sage-homme (279 606).
En semaine 2, le film arrive neuvième dans le classement hebdomadaire du box-office avec 117 724 entrées supplémentaires, derrière Les Petites Victoires (120 758) et devant De grandes espérances (76 709).
| Pays ou région | Box-office      | Date d'arrêt du box-office | Nombre de semaines |
| -------------- | --------------- | -------------------------- | ------------------ |
| France         | 547 639 entrées | 9 mai 2023                 | 8                  |
| Total mondial  | 4 192 981 $     | -                          | -                  |